# PPG Wave
Le PPG Wave est une série de synthétiseurs analogique/numérique de la société allemande Palm Products GmbH.
Ils ont été produits entre 1981 et 1987 en trois versions successives: le PPG Wave 2 en 1981-1982, le PPG Wave 2.2 de 1982 à 1984 puis le PPG Wave 2.3 jusqu'en 1987.
Le Wave utilise un processeur Motorola 6809. Le support du MIDI a été ajouté en 1984. La particularité du Wave est de combiner un synthétiseur par table d'ondes, des filtres analogiques, et un séquenceur relativement puissant.
Ils ont été utilisés notamment par David Bowie, Trevor Horn, Jean Michel Jarre, Depeche Mode, Robert Palmer, Talk Talk, Ultravox, Steve Winwood, Rush, Pet Shop Boys, Mike + The Mechanics et Stevie Wonder.

## Galerie

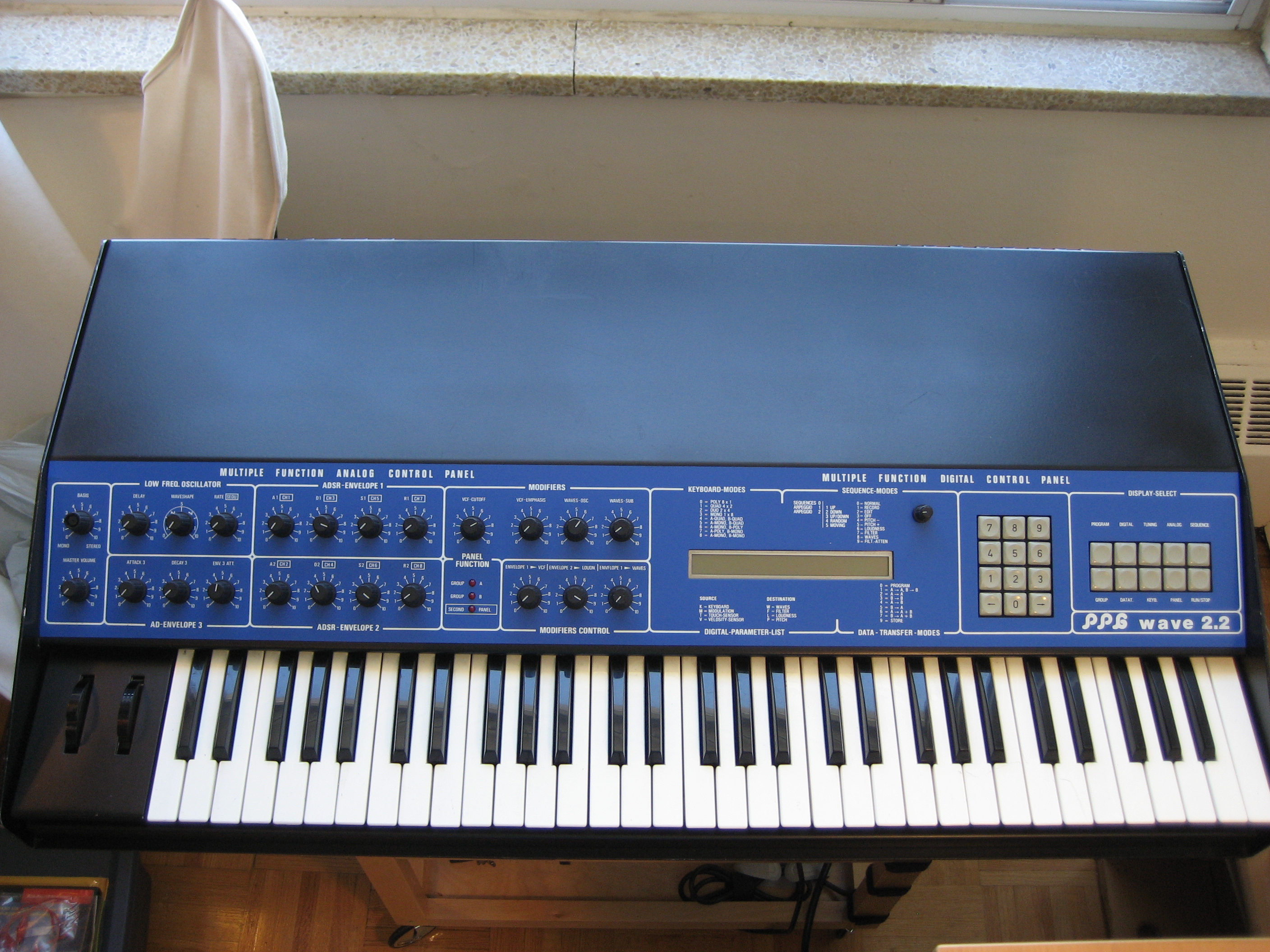
de face
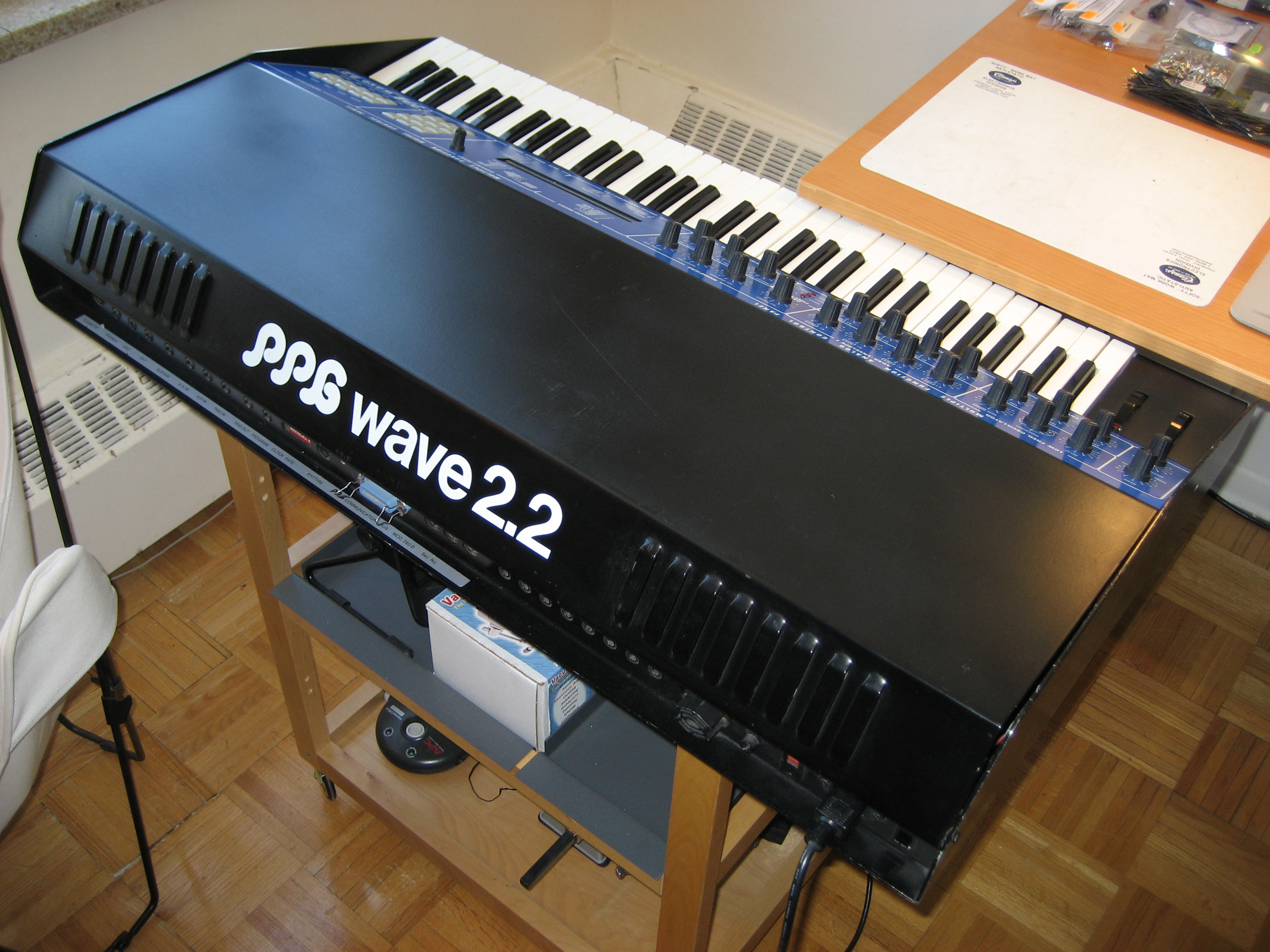
vue arrière
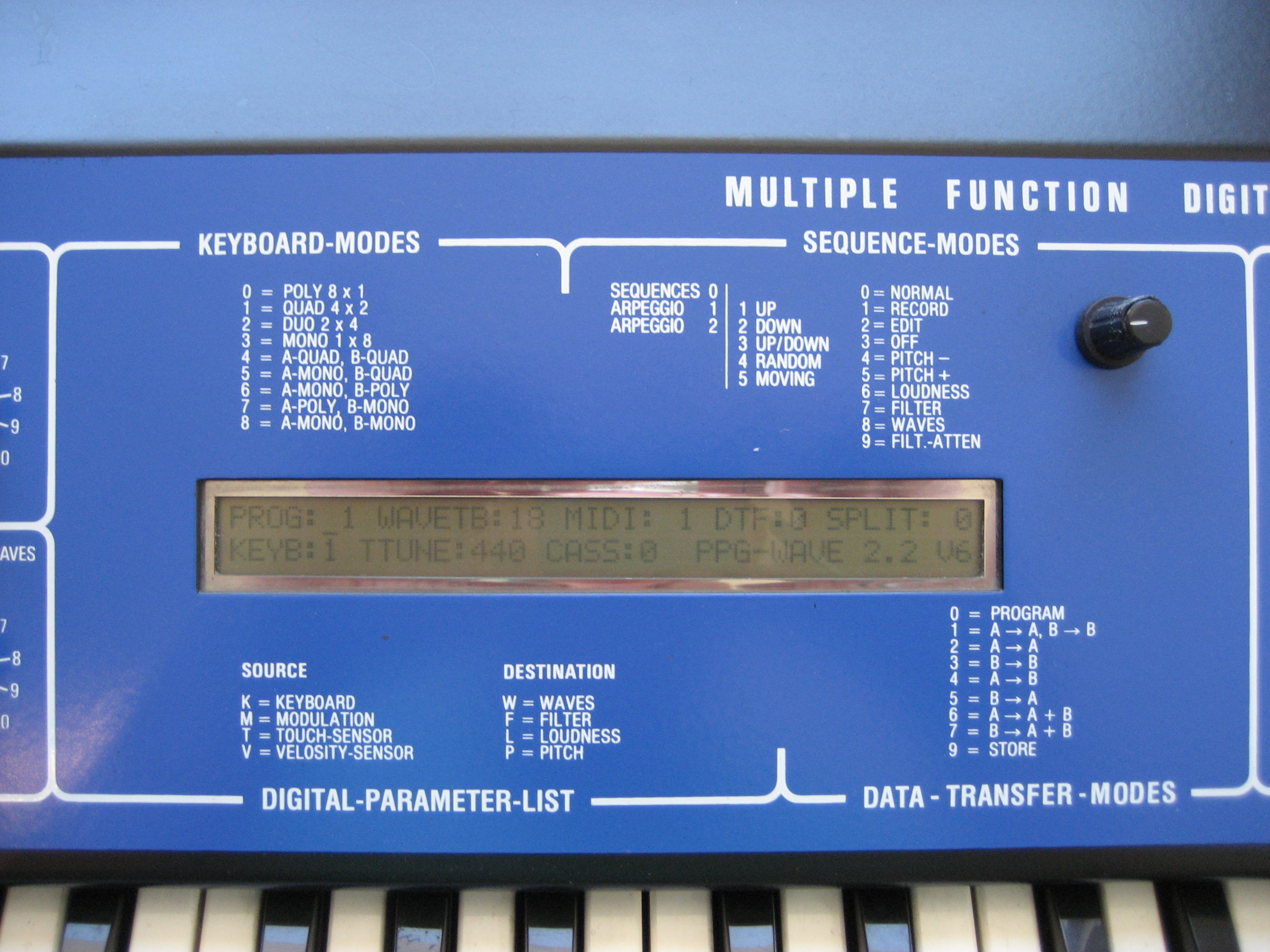
Détail du panneau

## Source
- (en) Cet article est partiellement ou en totalité issu de l’article de Wikipédia en anglais intitulé « PPG Wave » (voir la liste des auteurs).